# Charles Théophile de Plazanet
Pour les articles homonymes, voir Plazanet.
Charles Théophile de Plazanet (15 avril 1821 à Paris - 25 mai 1892 à Paris), militaire et homme politique français, député de la Mayenne de 1885 à 1892.

## Biographie

### Carrière militaire
Fils du général de Plazanet, il entre à l'école de Saint-Cyr en 1841. Il monte les échelons de l'armée et devient capitaine en 1849. Il fait partie de la campagne de Kabylie en 1852, et de l'expédition du Djurjura en 1856. Il combat ensuite pendant la Deuxième guerre d'indépendance italienne à Melegnano, puis à Magenta, et à Solférino. Chef d'escadron, attaché à l'état-major d'Achille Baraguey d'Hilliers, il devient officier de la Légion d'honneur.
Durant la Guerre franco-prussienne de 1870, il est attaché au 4e corps de l'armée du Rhin sous les ordres de Bazaine. Il assiste aux batailles de Borny-Colombey, et Saint-Privat. Fait prisonnier, il est libéré pour participer aux opérations contre la Commune de Paris. Colonel en 1875, il devient en 1880 commandeur de la Légion d'honneur. Il est mis à la retraite en 1881 et commence une carrière politique.

### Carrière politique
Son mariage le fixa en Mayenne, à Saint-Céneré, où il fait bâtir dans un site qui domine tout le pays le château de la Ducherie.
Le 8 octobre 1871, il est élu Conseiller général du canton de Montsûrs, où il supplante Paul Boudet, et préside pendant plusieurs années les séances du conseil général de la Mayenne. Il se présente aux Élections législatives de 1881, et échoue face au candidat républicain élu, Charles Lecomte.
Le 4 octobre 1885, aux Élections législatives de 1885, il passe député avec la  liste conservatrice et prend place à la droite royaliste. Il est réélu aux Élections législatives de 1889 à Laval face à Anatole Édouard Robert. Il siége avec la droite royaliste, défend la religion et l'armée et s'oppose énergiquement à la radiation des cadres des princes d'Orléans.  Il meurt à Paris, le 28 mai 1892, d'une attaque de cholérine. 
Il était maire de Saint-Ceneré où il voulut être inhumé. Paul Bernard-Dutreil, sénateur, Christian d'Elva, député, Georges Gamard, son remplaçant à la Chambre, prononcèrent des discours sur sa tombe.

## Distinctions
- Commandeur de la Légion d'honneur (1880)

## Sources partielles
- « Charles Théophile de Plazanet », dans Adolphe Robert et Gaston Cougny, Dictionnaire des parlementaires français, Edgar Bourloton, 1889-1891 [détail de l’édition]
- « Charles Théophile de Plazanet », dans Alphonse-Victor Angot et Ferdinand Gaugain, Dictionnaire historique, topographique et biographique de la Mayenne, Laval, A. Goupil, 1900-1910 [détail des éditions] (BNF 34106789, présentation en ligne)